# Joseph Sapeta
Joseph Sapeta, né le 18 mars 1944 à Wallers-Arenberg, est un footballeur français d'origine polonaise, évoluant au poste de milieu offensif dans les années 1960-1970.

## Carrière joueur professionnel
Après un essai à l'age de 17 ans au Toulouse FC en 1961, il signe son premier contrat professionnel en 1962 à US Boulogne en Division 2. Il y restera 6 saisons, sous la direction d'André Cheuva jusqu'en 1965/1966, d'Angelo Grizzetti puis de Jean Laune.
Évoluant au poste d'inter-offensif, il contribue aux bons résultats en terminant deux fois meilleur buteur du club,. En 1964, il rejoint le bataillon de Joinville et est sélectionné en équipe de France militaire, entrainée par Lucien Troupel, avec laquelle il gagne cette même année la coupe de monde militaire à Ankara-Istanbul.
Il est prêté au LOSC pour la saison 1968/1969, année noire pour le club qui renonce au professionnalisme à la fin de la saison. Il s'engage alors pour la saison 1969/1970 avec le Racing Football Club de Paris-Neuilly, club nouvellement créé avec de grandes ambitions et y retrouve Angelo Grizzetti. Mais une double fracture tibia péroné le contraint à mettre un terme à sa carrière professionnelle à la fin de la saison.

## Carrière entraineur
A la demande de Monsieur André Guerrier, président du club de l'AC Amboise évoluant alors en division d'honneur, il devient entraineur-joueur. Il réussit à faire monter le club à deux reprises et le mène jusqu'à la Division 3 en 1975, pour ce qui demeure l'apogée du club. A la fin de la saison 1977/1978, il tire un trait définitif sur le monde du football.